# Imperatrice del Giappone
L'Imperatrice giapponese o Imperatrice del Giappone (皇后?, Kōgō) è il titolo dato alla moglie dell'imperatore del Giappone o a una sovrana donna a pieno titolo.
L'attuale imperatrice è l'imperatrice Masako, salita al trono con il marito il 1° maggio 2019. È la seconda imperatrice a non provenire dall'aristocrazia, dopo l'imperatrice Michiko moglie dell'Imperatore Emerito Akihito.

## Panoramica
L'Imperatrice del Giappone, così come per l'Imperatore, non viene mai chiamata, durante la sua vita, con il suo nome di nascita. Viene quindi generalmente chiamata Sua Maestà l'Imperatrice (皇后陛下?, Kōgō Heika).
Se rimane vedova, assume il titolo di Imperatrice vedova (皇太后?, Kōtaigō, lett. “Grande Imperatrice”). Se sopravvive anche al figlio e la nuora è ancora viva, assume il titolo di Grand'imperatrice vedova (太皇太后?, Taikōtaigō). Dopo la sua morte, l'imperatore regnante le assegna un nome postumo con il quale viene successivamente indicata: così, la vedova dell'imperatore Shōwa e madre dell'attuale Imperatore Emerito, nata Nagako Kuni, è conosciuta dalla sua morte nel 2000 come Imperatrice Kōjun (香淳 皇后?, Kōjun kōgō).
Durante le cerimonie e i riti, siede sempre alla sinistra dell'Imperatore. Questo ordine influenza anche il modo in cui le bambole Hina vengono esposte il 3 marzo, in occasione dell'Hinamatsuri (雛祭り?, Festa delle bambine).
Secondo la vecchia legge della Casa Imperiale, il titolo onorifico era “Sua Maestà”, mentre secondo il Codice Taihō il titolo d'onore era “Vostra Altezza”. 

## Etimologia Titolo
Secondo il Kojiki e il Nihon shoki, nell'antichità le mogli e le concubine dell'Imperatore erano chiamate “kisaki” (キサキ?, imperatrice) e la più alta di loro era chiamata “ookisaki” (オホキサキ?, grande imperatrice) (“ohokisaki” nell'uso storico del kana) per distinguerle dalle altre mogli e concubine che erano semplicemente “kisaki”. Durante il periodo Heian, il termine Chūgū (中宮?) si riferiva all'imperatrice, mentre dopo l'VIII secolo, la moglie legittima dell'imperatore veniva chiamata Kōgō (皇后?).
Il titolo di "imperatrice" non venne definito esplicitamente fino a dopo l'istituzione del Codice Taihō, in cui viene introdotto l'uso del kanji Kōgō (皇后?) per designare l'imperatrice regnante. La prima imperatrice a portare ufficialmente questo titolo fu Kōmyō, moglie dell'imperatore Shōmu, tra il 729 e il 749. Tuttavia, poiché questo termine è usato nel Nihon shoki, scritto intorno al 720, per tutti i nomi delle "Okisaki" dopo Himetataraisuzu-hime, la moglie legittima del primo imperatore Jinmu, esiste l'usanza di chiamare Kōgō le mogli legittime degli imperatori precedenti all'imperatrice Kōmyō. Il Codice Taihō crea anche i titoli di "Grande Imperatrice vedova" e "Imperatrice vedova". Le tre imperatrici venivano chiamate insieme con il nome generico di Sangū (三宮?) o Sangō (三后?). La parte del palazzo in cui risiedono è chiamata Chūgū (中宮?, lett. "Palazzo Centrale" o "Casa Centrale"), termine utilizzato anche per riferirsi al loro seguito.
Nel 1000, il reggente Fujiwara no Michinaga (966–1027), per consolidare il suo potere, diede in sposa sua figlia Shosi all'imperatore Ichijō (980–1011, imperatore dal 986 al 1011). Tuttavia, l'imperatore aveva già un'imperatrice regnante, nella persona di Teishi, figlia del fratello maggiore del reggente e predecessore, Fujiwara no Michinaga. Michinaga decise quindi di creare un secondo titolo di imperatrice, uguale a quello di Kōgō, e per farlo riprese il nome fino ad allora utilizzato per designare la Casa dell'Imperatrice, Chūgū. Da questo momento in poi, il termine Chūgū venne utilizzato per designare l'imperatrice quando ce n'era una sola, e se l'imperatore decideva di consacrarne una seconda, la più anziana prendeva il titolo di Kōgō e la nuova quello di Chūgū.
Tuttavia, dalla fine del XIV secolo fino al 1607, il titolo di imperatrice non fu più conferito a nessuna delle mogli degli imperatori, che venivano quindi tutte chiamate informalmente "concubine" (女御?, Nyōgo). Tra il 1607 e il 1820, quattro mogli di imperatori furono nominate imperatrici Chūgū. Il titolo di Kōgō non riapparve fino al 1824, quando fu assegnato postumo all'ex moglie dell'imperatore Ninkō. Fu solo a partire dall'imperatrice Shōken, moglie principale dell'Imperatore Meiji dal 1869, che Kōgō divenne il nome ufficiale per designare il sovrano del Giappone (consacrato dalla legge sulla famiglia imperiale del 1947). Alla fine vennero mantenuti solo i tre titoli dell'antico Sangū (Kōgō, Kōtaigō e Taikōtaigō), mentre la pratica di prendere Nyōgo venne abbandonata a partire dall'imperatore Taishō.
Va notato che le dieci Imperatrici regnanti (女性天皇?, Josei Tennō) portavano il titolo del loro equivalente maschile, ovvero Tennō (天皇?). Di solito venivano designate dalla principale famiglia alleata per proteggere i propri interessi in assenza di un erede maschio imparentato con il clan o in caso di conflitto intrattabile tra due pretendenti. Durante il loro regno rimanevano nubili, a meno che non fossero già vedove o tornate al potere.

## Ruolo
I compiti ufficiali dell'imperatrice sono quelli di tutte le consorti sovrane: assistere e sostenere il marito. Dalla rivoluzione Meiji, le imperatrici sono state coinvolte anche in attività di beneficenza, in particolare come presidente onorario della Croce Rossa giapponese. L'imperatrice ha anche obblighi tradizionali e rituali, tra cui la cura dell'Impianto Imperiale di sericoltura di Momijiyama (紅葉山御養蚕所?, Momijiyama o yōsanjo), una fattoria di sericoltura nei terreni del Palazzo Imperiale. Partecipa alla cerimonia annuale di raccolta della seta, nutre personalmente i bachi da seta con foglie di gelso ed è responsabile della cura degli animali, degli edifici e del personale della fattoria. Dal 1994, parte della seta raccolta viene donata dall'Imperatrice al deposito Shōsō-in del tempio buddista Tōdai-ji di Nara.

## Poeta Imperatrice
Le imperatrici giapponesi erano spesso anche poete di spicco e formavano salotti per promuovere le arti e le scienze. Di seguito sono citate solo le imperatrici decedute che furono attive come poeti.
- Principessa Takara (Imperatrice Saimei, 594 - 661) - 34° Imperatrice e Kōgō dell'Imperatore Jomei. Poeta del Man'yōshū.
- Principessa Yamato Hime no Ōkimi (? - ?) - Kōgō del 39° imperatore, l'imperatore Tenji. Poeta del Man'yo.
- Unonosarara (Imperatrice Jitō, 645 - 703) - 40° Imperatore e Kōgō dell'imperatore Tenmu. Due sue poesie furono inserite in antologie imperiali. Ogura Hyakunin Isshu n. 2.
- Fujiwara no Teishi (977 - 1001) - Kōgō del 66° imperatore, Ichijō. Sette sue poesie furono inserite in antologie imperiali. Facevano parte del suo salotto Sei Shōnagon ed altre.
- Fujiwara no Shoshi (988 - 1074) - Imperatrice vedova dell'imperatore Ichijō, 66° imperatore. Ventotto delle sue poesie furono inserite in antologie imperiali. Il suo salotto era frequentato da Murasaki Shikibu, Izumi Shikibu, Akazome Emon, Dewaben e Ise no Taifu.
- Fujiwara no Kenshi (994 - 1027) - Imperatrice vedova del 67° imperatore, l'imperatore Sanjō. Otto delle sue poesie furono inserite in antologie imperiali. Yamato Nobori e altri partecipavano al suo salotto.
- Saionji Shōshi (Eifukumon'in, 1271 - 1342) - Kōgō del 92° imperatore, l'imperatore Fushimi. Fu una delle più grandi poetesse del suo tempo, rappresentante della scuola Kyōgoku. 151 delle sue poesie furono incluse in antologie imperiali. Nel suo salotto c'erano Eifukumon'in Naishi e Eifukumon'in Uemon no Kami, tra gli altri.
- Saionji Kishi (Gokyōgokuin, ? - 1333) - Imperatrice vedova del 96° imperatore, l'imperatore Go-Daigo. Uno dei principali poeti della Scuola poetica Nijō. Quattordici delle sue poesie furono incluse in antologie imperiali e una in un'antologia quasi imperiale. Tra i partecipanti al suo salotto c'erano Fujiko Nijō e Reiko Ano.
- Imperatrice vedova dell'imperatore Chōkei (Figlia del principe Saionji ?, ? - ?) - Imperatrice vedova del 98° imperatore, l'imperatore Chōkei . Quindici delle sue poesie furono incluse nell'antologia quasi imperiale.
- Imperatrice Shōken (1849 - 1914) - Kōgō del 122° imperatore, Meiji. La sua collezione di famiglia comprende la "Raccolta completa di poesie dell'imperatrice Shōken".
- Imperatrice Teimei (1884 - 1951) - Kōgō del 123° imperatore, Taishō. La sua collezione di famiglia comprende la "Raccolta di poesie dell'imperatrice Teimei".

## Titoli Imperatrici non-regnanti
- Kōgō (皇后?) è il titolo dell'imperatrice consorte non regnante. Il titolo, ancora in uso, è generalmente conferito alla moglie dell'imperatore che ha partorito l'erede al trono[3].  Il titolo fu conferito postumo nell'806 alla defunta madre dell'Imperatore Heizei[4].

- Kōtaigō (皇太后?) è attribuito all'Imperatrice Madre o Imperatrice vedova.
- Tai-Kōtaigō (太皇太后?) è attribuito alla Grande Imperatrice Madre o Grande Imperatrice vedova[5].
- Jōkōgō (上皇后?) è invece attribuito alla consorte di un sovrano dopo l'abdicazione del marito, il quale assume il titolo di Daijō Tennō (太上天皇?).
- Chūgū (中宮?) era un termine che si è evoluto durante il periodo Heian e arrivò a identificare il titolo dell'imperatrice. Per un periodo, chūgū rimpiazzò kōgō, poi i titoli sono diventati intercambiabili[5]. Il numero delle kōgō variava, ma vi era una sola chūgū alla volta[6]. In origine, chūgū si riferiva al palazzo della kōgō (皇后), kōtaigō o tai-kōtaigō. Fino alla metà del periodo Heian, l'imperatore aveva solo un'imperatrice consorte, e l'imperatrice consorte era anche chiamata chūgū. A partire dall'epoca dell'imperatore Ichijō, quando gli imperatori avevano due imperatrici consorti, una di loro cominciò a chiamarsi Kōgō e l'altra Chūgū.
- Junbo-Ritsugō (准母立后?) indica gli individui elevati al rango di imperatrice a causa della loro posizione di madre onoraria dell'imperatore. Dopo che la principessa fanciulla Yasuko divenne imperatrice come madre onoraria o adottiva dell'imperatore Horikawa, anche le principesse fanciulle potevano diventare imperatrice.
- Zōkō (贈后?) – Indica gli individui a cui è stato conferito il titolo di imperatrice postuma.
- Jōkōgō (上皇后?) è attribuito all'Imperatrice Emerita.
- Kōi (后位?) era un antico titolo per l'imperatrice consorte o l'imperatrice vedova. Le definizioni erano stabilite nel codice Ritsuryō. L'uso durante il periodo Heian è esemplificato ad esempio per il personaggio Consorte Kiritsubo (桐壺更衣?, Kiritsubo no Kōi) del Genji monogatari. Il titolo Kōi in seguito lasciò il posto a Kōgō (皇后) per l'imperatrice consorte per evitare confusione.